# Eugen Andergassen
Eugen Andergassen (* 20. Juni 1907 in Feldkirch; † 31. März 1987) war ein österreichischer Schriftsteller.

## Leben
Die Eltern von Eugen Andergassen stammten aus Südtirol. Zunächst bis 1930 als kaufmännischer Angestellter tätig, studierte er 1931/32 Schauspiel und der Regie am Neuen Wiener Konservatorium. Nach Besuch der Lehrerbildungsanstalt bis 1935 lehrte er ab 1938 an der Wirtschaftsschule Feldkirch.
Ab den 1930er Jahren veröffentlichte er Theaterstücke und Gedichte, die eine christliche Botschaft übermitteln sollten. Bis in die 1970er Jahre war er einer der bedeutendsten Schriftsteller von Vorarlberg. Insgesamt verfasste er über 25 Bücher. Er war Mitglied der Innviertler Künstlergilde.
1972 beendete er seine Tätigkeit als Lehrer und Direktor der Kaufmännischen Berufsschule Feldkirch und ging in den Ruhestand, publizierte aber weiterhin literarische Arbeiten.

## Auszeichnungen und Ehrungen
- 1957: ORF-Hörspielpreis
- 1975: Max-Mell-Medaille
- 1975: Silbernes Ehrenzeichen des Landes Vorarlberg
- 1982: Ehrenring der Stadt Feldkirch

## Werke
- Die Heimkehr, Drama, 1932
- Der Riese David und der kleine Goliath, Märchen, 1936
- Weihnacht an der Front, Drama, 1937
- Die Herberge, Lyrik, 1938
- Stille und Klang, Lyrik, 1941
- Kleines Harfenspiel, Lyrik, 1945
- Es spricht das Gedicht zu dir, Lyrik, 1948
- Die arme Magd, Drama, 1949
- Die da aufstehen im Dunkel, Drama, 1950
- Das Spiel vom Krampus, Drama, 1951
- Der Froschkönig, Drama, 1951
- Das befreite Leben, Drama, 1953
- Wir sind hier nicht zu Haus, Drama, 1960
- Das Weihnachtsbuch, Lyrik und Erzählungen, 1961
- Muscheln im Sand, Lyrik, 1963
- Die Erleuchtung, Erzählungen, 1965
- Der Verrat, Drama, 1968
- Botschaften, Erzählungen und Lyrik, 1969
- Strahlungen, Lyrik, 1972
- Eine Auswahl von Schauspielen, Dramen, 1976
- Ich will ein Wort einpflanzen in dein Herz, 1977
- Komm da geistert's und spukt's. Sagen aus Vorarlberg, Sagen, 1979 (Illustrationen von Erich Ess)
- Fenster nach innen, Erzählungen und Essays, 1979
- Wort aus der Stille, Lyrik, 1981
- Der Fremdeste wird mir Gefährte, Lyrik, 1983
- David und sein reiches Erbe, Märchen, 1984
- Wort unterm Abendstern, Lyrik, 1985